# White Light/White Heat
Cet article concerne l'album des Velvet Underground. Pour la chanson du même groupe, voir White Light/White Heat.
Albums de The Velvet Underground
The Velvet Underground and Nico
(1967) The Velvet Underground
(1969)
White Light/White Heat est le deuxième album du groupe de rock américain The Velvet Underground, sorti en 1968 chez la maison de disques Verve Records. Ce fut le dernier album du groupe à être enregistré avec le bassiste et membre fondateur du groupe, John Cale.

## Histoire
Après les ventes décevantes du premier album du Velvet Underground, The Velvet Underground and Nico, la relation du groupe avec Andy Warhol se détériora. Ils tournèrent pendant la plus grosse partie de l'an 1967 et la plupart de leurs performances live d'alors contiennent des improvisations bruitistes qui deviendront un élément central de White Light/White Heat. Le groupe renvoya Warhol, se sépara de Nico et enregistra ainsi l'album en compagnie de Tom Wilson, qui endossa le rôle de producteur.

## Enregistrement
L'album fut enregistré en tout juste cinq jours continus et dans un style et une façon de faire radicalement différentes, comparé à l'album précédent. Des décennies après sa sortie, John Cale le décrivit comme « un disque vraiment féroce... le premier avait une certaine douceur, une certaine beauté. Le second était délibérément anti-beauté. » Sterling Morrison parla de l'état d'esprit du groupe au moment de la conception du disque en ces termes : « Nous étions tous tirés dans la même direction. On pouvait s'entraîner les uns les autres vers une falaise, mais nous allions définitivement tous dans la même direction. »

## Contenu
Les critiques et fans du groupe décrivirent l'album comme appartenant aux genres du rock expérimental, du proto-punk, du noise rock et de l'art rock.
Les paroles des chansons sont principalement centrées sur les drogues et les références sexuelles (comme les fellations ou les orgies), comme la chanson Lady Godiva's Operation (le nom étant tiré de la légende de la noble anglaise du même nom, qui aurait traversé nue les rues de Coventry), traitant de la lobotomie ratée d'une femme transgenre, tandis que la chanson-titre, White Light/White Heat décrit la consommation d'amphétamines. Here She Comes Now est bâtie sur un double sens et la dernière chanson de l'album, Sister Ray, raconte une histoire pleine de débauches impliquant notamment des drag queens se retrouvant dans une orgie ratée et contient une jam improvisée de dix-sept minutes partant d'un accord de trois cordes.

## Pochette
La pochette du disque représente de façon vague un crâne tatoué. Ce tatouage est celui de Joe Spencer, qui fut l'acteur principal de Bike Boy, un film de 1967 réalisé par Andy Warhol. Spencer joue un arnaqueur faisant partie d'un gang de motards et est vu en train de prendre une douche dans le film. Bien qu'il ne fut pas crédité pour l'idée, comme pour le premier album, utiliser une photo en « noir-sur-noir » était une idée de Warhol. Lou Reed sélectionna lui-même l'image parmi les négatifs du film et ce fut Billy Name, un des membres de la Factory, qui la modifia pour arriver au design final. L'image et le décor de fond étant tous deux noirs, il est assez compliqué de distinguer le tatouage. Sur cette pochette, le nom de l'album, le logo de Verve et le nom du groupe sont imprimés de sorte à être sur la même ligne.
Un design alternatif fut utilisé par les ressorties faites par Polydor au milieu des années 1980. Ici, la pochette est complètement noire et le nom de l'album, celui du groupe et le logo de Verve sont imprimés sur trois lignes distinctes. Il existe également une pochette au design unique pour la sortie chez MGM Records, produite de 1976 jusqu'au début des années 80, mettant en scène un décor blanc et des soldats-jouets abstraits. Toujours chez MGM, l'album ressortit en 1974 sous le titre Archetypes et sa pochette montre deux hommes avec des casques se tenant devant un magasin Woolworth's.

## Réception critique
Le magazine Rolling Stone place l'album en 293e position de son classement des 500 plus grands albums de tous les temps. Il est également cité dans l'ouvrage de référence de Robert Dimery Les 1001 albums qu'il faut avoir écoutés dans sa vie et dans plusieurs autres listes similaires.
De 1991 à 2013, l'album se vendit à 113 000 exemplaires aux Etats-Unis.

## Héritage
Le son très brut, rempli de feedbacks et distordu de White Light/White Heat est, depuis longtemps, considéré comme un son ayant été influent dans l'histoire de la musique rock. Les deux membres fondateurs des Buzzcocks, Pete Shelley et Howard Devoto, ont fondé le groupe parce qu'ils partagaient un intérêt commun pour la chanson Sister Ray.

## Titres
1. White Light/White Heat (Lou Reed) – 2:47
2. The Gift (en) (Reed, Sterling Morrison, John Cale, Maureen Tucker) – 8:19
3. Lady Godiva's Operation (en) (Reed) – 4:56
4. Here She Comes Now (en) (Reed, Morrison, Cale, Tucker) – 2:04
5. I Heard Her Call My Name (en) (Reed) – 4:38
6. Sister Ray (Reed, Morrison, Cale, Tucker) – 17:27

## Musiciens
- Lou Reed - chant, guitare, guitare rythmique
- John Cale - chant, chœurs, spoken words, violon électrique, orgue, piano, basse, effets sonores
- Sterling Morrison - guitare lead, guitare rythmique, basse, choeurs, effets sonores
- Maureen Tucker - percussions, batterie, tambourin

## Production
- Tom Wilson – producteur
- Gary Kellgren – ingénieur du son
- Val Valentin - ingénieur en chef
- Bob Ludwig - mastering